# Cleveland Open (Web.com Tour)
Het Cleveland Open is een golftoernooi in de Verenigde Staten en maakt deel uit van de Web.com Tour. Het toernooi werd opgericht in 2014 en wordt sindsdien gespeeld op de Lakewood Country Club in Westlake, Ohio.

## Geschiedenis
In juni 2014 werd de eerste editie gespeeld en de Nieuw-Zeelander Steven Alker won het toernooi. Hij won de play-off van de Zuid-Afrikaan Dawie van der Walt die 11 holes duurde.

## Winnaars
| Jaar | Winnaar         | Score | Score | Info                                   |
| ---- | --------------- | ----- | ----- | -------------------------------------- |
| 2014 | Steven Alker po | 270   | –14   | Won de play-off van Dawie van der Walt |